# Eutrichomyias
Genre
Eutrichomyias est un genre monotypique de passereaux de la famille des Monarchidae. Il comprend une seule espèce de tchitrecs.

## Répartition
Ce genre est endémique de l'île de Sangir (Indonésie) où il a été redécouvert en 1995 alors qu'on le croyait éteint.

## Liste alphabétique des espèces
Selon la classification de référence du Congrès ornithologique international (version 8.2, 2018) :
- Eutrichomyias rowleyi (Meyer, AB, 1878) — Monarque de Rowley, Moucherolle des Célèbes, Tchitrec de Rowley